# 9-я мотострелковая дивизия внутренних войск НКВД
9-я мотострелковая дивизия НКВД — воинское соединение НКВД СССР в Великой Отечественной войне.

## История дивизии
Сформирована 17 января 1942 года на базе 76-й мотострелковой бригады внутренних войск НКВД в Ростове-на-Дону.
С 7 по 13 февраля 1942 года передислоцирована из Ростова в город Верхний Луганской области и несла гарнизонную службу в Лозовой, Барвенково.
К 8 июля 1942 года дивизия сосредоточилась в населённом городе Верхний, Луганской области и, неся заградительную службу, нанося удары по передовым отрядам противника, прикрывая отход частей отступила на Северный Кавказ.
В июле-августе 1942 года заняла оборонительные рубежи на Кавказе по участку фронта от горы Батарейная до перевала Лихмаревский.
В соответствии с постановлением ГКО № 2100сс от 26 июля 1942 дивизия 5 августа 1942 года была расформирована, передана в Красную Армию и пошла на укомплектование 31-й стрелковой дивизии (без 33-го мотострелкового полка, поступившего в оперативное подчинение командующего армии).

## Полное название
9-я мотострелковая дивизия внутренних войск НКВД СССР

## Состав
- 19-й мотострелковый полк (19-й Краснознаменный мотострелковый полк войск НКВД, с 1932 по 1939 годы — 19-й Ферганский кавалерийский полк войск ОГПУ)
- 30-й мотострелковый полк
- 33-й мотострелковый полк (создан на основе 33-го мотострелкового полка оперативных войск НКВД СССР, сформированного 23-27 июня 1941 года на базе 230-го полка конвойных войск НКВД СССР 43-й отдельной бригады конвойных войск НКВД СССР)
- 21-й стрелковый полк
- 267-й стрелковый полк
- 268-й стрелковый полк

## Командиры
- Истомин, Василий Николаевич